# Los Sims FreePlay
Los Sims Freeplay es un videojuego de simulación creado por EA Mobile y distribuido por Electronic Arts para dispositivos móviles. Es el segundo juego de la serie de este tipo, siendo el primero Los Sims 3. Fue lanzado entre 2011 y 2013 para iOS, Android, Blackberry y Windows Phone.

## Sistema de juego
Se pueden crear hasta 34 sims, personalizando datos genéticos y el estilo. Una vez hecho esto vivirán en casas ya diseñadas, o creadas desde cero, amueblándolas a gusto. También los Sims deben trabajar, relacionarse con otros y demás actividades, igual que en cualquier otro juego de la franquicia.

### Guardar en la nube
Para guardar el progreso de una partida se debe iniciar sesión con Facebook, Google Play (dispositivos Android) o Game Center (iOS)

## Descontinuación en Windows Phone
En abril de 2017 Firemonkeys Studios informó que la actualización de Day Care para Windows Phone sería la última lanzada por Electronic Arts para esta plataforma.

## Recepción
En general, el juego recibió críticas positivas y acumuló más de 200 millones de descargas entre Google Play y App Store.
En App Store (tienda para dispositivos Apple), el juego tiene una puntuación de 4.5/5 estrellas basada en 263 mil comentarios.
En Google Play (tienda para dispositivos Android) posee 4.1/5 estrellas en base a 5,69 millones de comentarios.
En Amazon Appstore el público clasificó al juego con una puntuación de 3.6/5 estrellas basada en 41,4 mil reseñas.
El sitio Metacritic le dio una puntuación de 80 sobre 100 en crítica y 5.6 sobre 10 en opiniones de los usuarios.
Gamezebo aclaró que Los Sims Gratuito es todo lo que uno podría querer en un juego gratuito de Los Sims.
Everyeye.it, en cambio, dijo que si bien el juego tenía buenos gráficos, opciones variadas de objetos y buena música, no era gratuito tal como su título indica. Además, hizo énfasis en el sistema de microtransacciones y el uso del tiempo real como parámetro en el juego.